# Edroy
Edroy és una concentració de població designada pel cens dels Estats Units a l'estat de Texas. Segons el cens del 2000 tenia 420 habitants.

## Demografia
Segons el cens del 2000, Edroy tenia 420 habitants, 118 habitatges, i 101 famílies. La densitat de població era de 78 habitants per km².
Dels 118 habitatges en un 44,1% hi vivien nens de menys de 18 anys, en un 60,2% hi vivien parelles casades, en un 19,5% dones solteres, i en un 13,6% no eren unitats familiars. En l'11,9% dels habitatges hi vivien persones soles el 5,9% de les quals corresponia a persones de 65 anys o més que vivien soles. El nombre mitjà de persones vivint en cada habitatge era de 3,56 i el nombre mitjà de persones que vivien en cada família era de 3,88.
Per edats la població es repartia de la següent manera: un 33,1% tenia menys de 18 anys, un 10% entre 18 i 24, un 27,4% entre 25 i 44, un 17,1% de 45 a 60 i un 12,4% 65 anys o més.
L'edat mediana era de 31 anys. Per cada 100 dones de 18 o més anys hi havia 96,5 homes.
La renda mediana per habitatge era de 26.000 $ i la renda mediana per família de 28.000 $. Els homes tenien una renda mediana de 26.705 $ mentre que les dones 17.344 $. La renda per capita de la població era de 9.787 $. Aproximadament el 15,6% de les famílies i el 13,6% de la població estaven per davall del llindar de pobresa.

## Poblacions més properes
El següent diagrama mostra les poblacions més properes.